# Per-Willy Amundsen
Per-Willy Trudvang Amundsen, född 21 januari 1971 i Harstad, är en norsk politiker för Fremskrittspartiet. Han är utbildad affärsekonom och tidigare affärsman. I stortingsvalet 2017 valdes han till det främlingsfientliga, ytterhögerpartiets  första kandidat i Troms. Han var justitieminister i regeringen Solberg från 20 december 2016 till 17 januari 2018.
Han har varit kritisk till huruvida klimatförändringarna är orsakade av mänskliga aktiviteter. I samband med regeringsförhandlingarna med Høyre, KrF och Venstre i januari 2019 sade Amundsen att det var viktigt ”att vi har en hållbar sammansättning av befolkningen”. Amundsen menade att ”lösningen inte är en större andel invandrade, utan att vi måste se till att den etniskt norska befolkningen bibehålls”. Han sade vidare att ”en höjning av barnbidraget inte får bli ett hinder för integrering”, vilket han menade var risken ”om man belönar invandrarföräldrar som får fyra, fem eller sex barn”. Uttalandena kallades rasistiska av Arbeiderpartiet, SV och Antirasistisk Senter, medan Høyre kallade stycket smaklöst.